# Microcephala subglobosa
Microcephala subglobosa là một loài thực vật có hoa trong họ Cúc. Loài này được (Krasch.) Pobed. mô tả khoa học đầu tiên.